# 917
| Calendário gregoriano                                                        | 917 CMXVII                                           |
| Ab urbe condita                                                              | 1670                                                 |
| Calendário arménio                                                           | 366 – 367                                            |
| Calendário bahá'í                                                            | -927 – -926                                          |
| Calendário budista                                                           | 1461                                                 |
| Calendário chinês                                                            | 3613 – 3614 Início a 27 de janeiro (aproximadamente) |
| Calendário copta                                                             | 633 – 634                                            |
| Calendário etíope                                                            | 909 – 910                                            |
| Calendários hindus - Vikram Samvat - Calendário nacional indiano - Cáli Iuga | 972 – 973 838 – 839 4017 – 4018                      |
| Calendário Holoceno                                                          | 10917                                                |
| Calendário islâmico                                                          | 304 – 305                                            |
| Calendário judaico                                                           | 4677 – 4678                                          |
| Calendário persa                                                             | 295 – 296                                            |
| Calendário rúnico                                                            | 1167                                                 |
| Calendário solar tailandês                                                   | 1460                                                 |

917  (CMXVII, na numeração romana) foi um ano  comum, do século X do Calendário  Juliano, da Era de Cristo, teve início a uma  quarta-feira, terminou também a uma quarta-feira, e a sua letra dominical foi E (52 semanas).
No território que viria a ser  o reino de Portugal estava em vigor a Era de César que já contava  955 anos.
| Ano completo                        |
| ----------------------------------- |
| Ano comum com início à quarta-feira |

## Nascimentos
- Rodrigo Guterres, Conde de Coimbra.

## Mortes
- Adalberto II da Toscânia, duque e 5º marquês da Toscânia.